# Ramón Menéndez Pidal

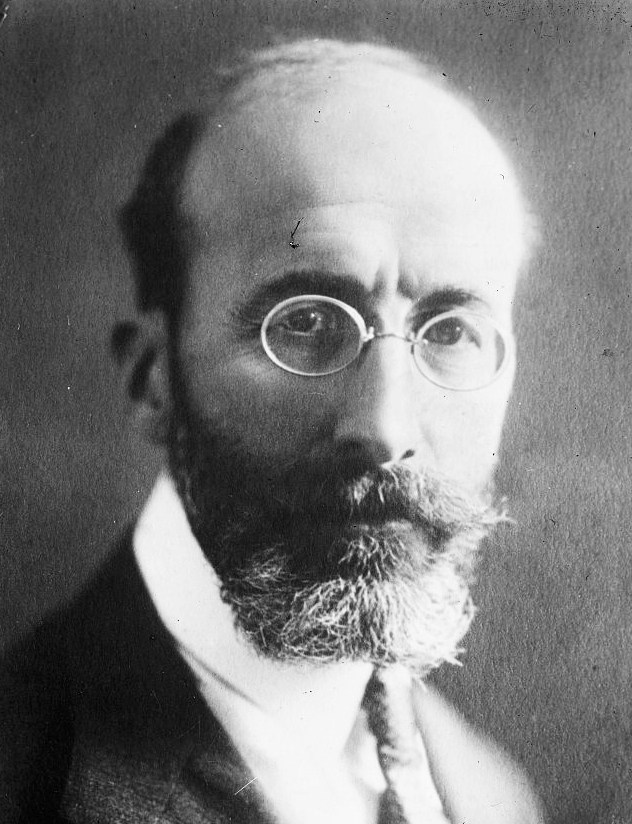
Ramón Menéndez Pidal

Ramón Menéndez Pidal (* 13. März 1869 in La Coruña, Spanien; † 14. November 1968 in Madrid) war ein spanischer Philologe und Historiker.

## Leben und Werk
Er schloss sein Studium an der Universität Madrid 1893 ab und wurde dort 1899 Dozent für Philologie. Er gilt als eigentlicher Begründer der modernen spanischen Philologie und gründete 1910 das Centro de Estudios Históricos (Zentrum für historische Studien) in Madrid und 1914 die Revista de Filología Española (Zeitschrift für spanische Philologie). Er öffnete die philologischen und literarischen Wissenschaften seines Landes für die historischen Methoden der Komparatistik und galt in seiner Epoche als einer der wichtigsten zeitgenössischen Romanisten.
Bereits in seiner zwischen 1908 und 1912 entstandenen Doktorarbeit befasste sich der Forscher mit dem Text des altspanischen Heldenepos über den kastilische Ritter El Cid (El Cantar de Mio Cid). Danach widmete er praktisch sein ganzes Leben ihrer Erforschung.
Er war mit einer Cousine von María Teresa León Goyri verheiratet der María Goyri (1873–1954).
Im Jahre 1902 wurde er zum Mitglied der Real Academia Española gewählt und war von 1929 bis 1939 und noch einmal von 1948 bis zu seinem Tod vier Monate vor seinem einhundertsten Geburtstag ihr Präsident. Während des Bürgerkriegs 1936–1939 hielt er sich in Bordeaux, auf Kuba, in den USA und zuletzt in Paris auf.
Über Spanien hinaus bekannt wurde er durch seine historische Studie La España del Cid (1929, danach noch mehrfach überarbeitet, letzte Hand 1948). Die zweibändige deutsche Ausgabe des Werkes unter dem Titel Das Spanien des Cid erschien 1936–37.
Menéndez Pidal wirkte 1961 (im Alter von über 90 Jahren) als wichtigster historischer Berater an der Produktion des bekannten, von Anthony Mann gedrehten Historienfilms El Cid (mit Charlton Heston und Sophia Loren in den Hauptrollen) mit.

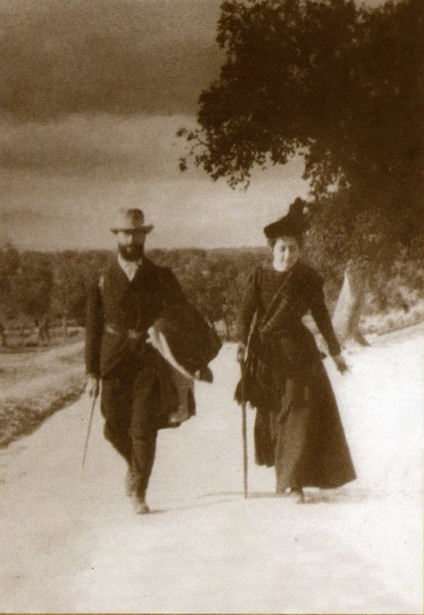
Ramón Menéndez Pidal und María Goyri während ihrer Hochzeitsreise auf der Ruta del Cid (um 1900)

Um das Ansehen Spaniens zu verteidigen, versuchte Menéndez Pidal noch Mitte des zwanzigsten Jahrhunderts nachzuweisen, dass der spanische Theologe und Schriftsteller, der Dominikaner Bartolomé de Las Casas, dessen engagierter und polemischer „Bericht“ über die grausame Behandlung und Vernichtung der Indios in Mittel- und Südamerika durch die spanische Conquista im 16. Jahrhundert einen nachhaltigen Einfluss auf die Entstehung und Festigung des negativen Spanienbilds im Europa der Neuzeit ausübte (sogenannte „Schwarze Legende“), geisteskrank gewesen sein müsse, und nennt ihn einen „größenwahnsinnigen Paranoiker“. Der scharfe Konflikt zwischen Verteidigern und Verächtern des Werks und der Persönlichkeit von Las Casas durchzieht die spanische Geistesgeschichte und Historiographie seit seinen Lebzeiten.

## Wirkung und kritische Würdigung

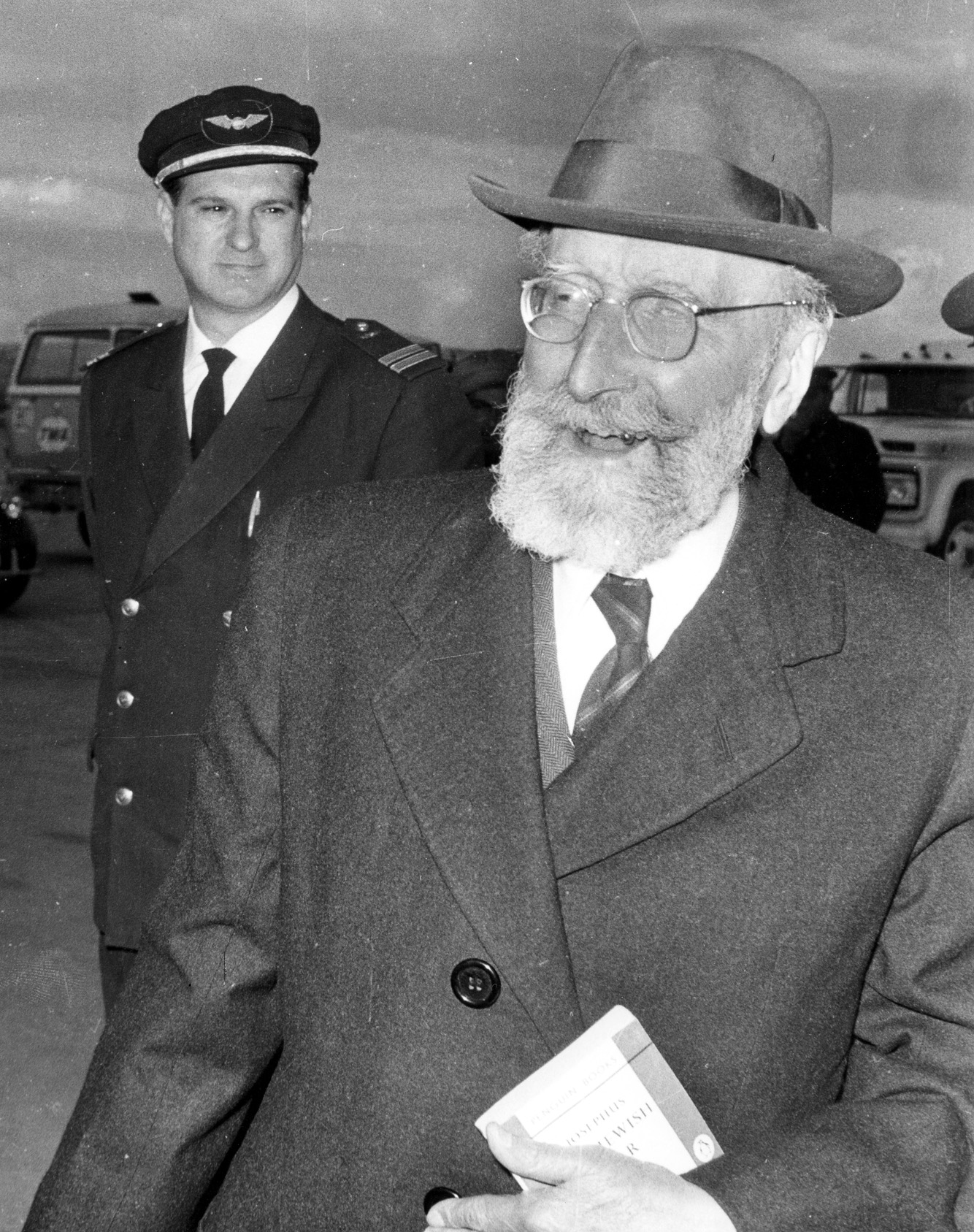
Menéndez Pidal am Flughafen Madrid (1964)

Menéndez Pidals sprach- und geschichtswissenschaftliches Werk ist im Kontext der jüngeren spanischen Geschichte seit dem für das spanische Selbstbewusstsein bedeutenden Schicksalsjahr 1898 kritisch zu würdigen. Mit seinen Forschungen wollte er explizit einen Beitrag zur Formung einer spanischen nationalen Identität leisten. „Auch wenn ich mich mit der Erforschung unserer nationalen Vergangenheit beschäftige“, sagte Menéndez Pidal schon 1916 in einem Interview, „interessiert mich doch nichts so sehr wie unsere Gegenwart und unsere Zukunft“ (zitiert nach Fletcher).
Trotz der anerkanntermaßen großen Sorgfalt, Detailgenauigkeit und Zuverlässigkeit, die seine wissenschaftlichen Arbeiten auszeichnen, gewinnen seine Forschungsergebnisse und Hypothesen im Zusammenhang mit diesen Prämissen ein nicht zu unterschätzendes politisches Gewicht und sind auch nicht frei von wissenschaftlich nicht immer begründbaren Wertungen, insoweit er einer am nationalen Gedanken orientierten Sichtweise von Sprache und Geschichte verpflichtet bleibt und diesen Ausgangspunkt niemals in Frage stellt. Bei seinen Untersuchungen folgte er der Überzeugung, dass es seit dem Erscheinen der ersten Bewohner auf der Iberischen Halbinsel nahezu unabänderliche Merkmale der spanischen Kultur und Sprache gebe. Vor allem aber war er überzeugt von der großen Bedeutung des mittelalterlichen Kastiliens bei der Wiederherstellung der nationalen Einheit, die in der westgotischen Monarchie bereits bestanden habe und durch die maurische Invasion verloren gegangen sei. Am weitesten ging er hier in seinem Werk La España del Cid (1929). Darin bezeichnete er die Westgoten als „Spanier“ und gestand selbst den Iberern „eine gewisse kulturelle oder nationale Einheit“ zu („una cierta unidad cultural o nacional“). Als offener Gegner regionalistischer Bestrebungen betonte Menéndez Pidal stets das einigende Wirken Kastiliens, welches „die Nation schuf, indem es sein Denken offen auf Spanien als Ganzes gerichtet behielt“ (Castilla creó la nación por mantener su pensamiento ensanchado hacia España toda). Folgerichtig forderte er die „Kastilisierung“ (castellanización) Kataloniens und des Baskenlandes, wobei er als Sprachwissenschaftler auf der heute nur noch mit Vorbehalten vertretbaren These beharrte, das Katalanische sei eine iberoromanische und keine galloromanische Sprache.
Zwar war er nicht der Erste, der diese Thesen vertrat, aber er gründete sie in seinen verschiedenen Werken auf eine populäre und von weiten Kreisen übernommene positivistische Argumentation. In diesem Sinne formte er eine größere Zahl von Schülern und Anhängern, beispielsweise Tomás Navarro Tomás, Américo Castro, Antonio Tovar, Samuel Gili Gaya oder Dámaso Alonso, die ebenfalls diese Sichtweise vertraten. Die Autorität Menéndez Pidals trug dazu bei, die Idee einer gesamtspanischen Nation, die ein wesentliches Element der nationalspanischen Ideologie und Grundlage der Sprachpolitik unter dem Franco-Regime war und bis heute im Gegensatz zu den nationalistischen Bestrebungen einzelner Sprach- bzw. Bevölkerungsgruppen in Spanien steht, wissenschaftlich zu untermauern und durchzusetzen.
Gegenüber dem Franquismus als politischem System wahrte Menéndez Pidal eine kritische Distanz, da das repressive Regime im Widerspruch zu seinen eigenen ethischen Prinzipien stand. Aber es gab auch deutliche Berührungspunkte und Übereinstimmungen, insbesondere in den Vorstellungen über Spanien als „kastilisch“ geprägten Nationalstaat. So erhoffte sich der im Exil lebende Gelehrte 1939 in einem Brief an Claudio Sánchez-Albornoz einen Sieg für Franco, da andernfalls die „Rechte der Katalanen“ triumphiert hätten. Er warf der politischen Linken vor, keinen militanten Nationalismus zu verfolgen. Dies sei ihr großes Verbrechen und ihre große Dummheit gewesen. Es ist daher nicht verwunderlich, dass er unmittelbar nach dem Bürgerkrieg mit Unterstützung der Zeitschrift Escorial, einem Propagandaorgan der Falange, in das franquistische Spanien zurückkehrte.

## Ehrungen
Pidal war seit 1914 Mitglied der italienischen Accademia Nazionale dei Lincei, der American Academy of Arts and Sciences seit 1917, der Accademia della Crusca seit 1919, der British Academy seit 1920, der Académie royale des Sciences, des Lettres et des Beaux-Arts de Belgique seit 1925, der Académie des Inscriptions et Belles-Lettres seit 1953 und der spanischen Junta para Ampliación de Estudios sowie der Real Academia Española. 1952 wurde er mit dem Antonio-Feltrinelli-Preis ausgezeichnet.

## Werke
- La España del Cid, Bände 1 und 2, Ed. Plutarco, Madrid 1929.
Deutsch: Das Spanien des Cid, übersetzt von Gerda Henning, Hueber-Verlag, München 1936.
- Los españoles en la historia. Cimas y depresiones en la curva de su vida política (Vorwort zu Band I der von Menéndez Pidal herausgegebenen Historia de España, Madrid 1947, 2. Aufl. 1954, S. IX–CIII).
Deutsch: Die Spanier in der Geschichte. Übersetzt von K. A. Horst, mit einem Vorwort von Hermann J. Hüffer. Rinn Verlag, München 1955; Nachdruck: WBG, Darmstadt 1973, ISBN 3-534-05359-1.
- Kurt Schnelle (Hrsg.), Ulrich Kunzmann (Übers.): Dichtung und Geschichte in Spanien. Aufsätze und Vorträge (= Reclams Universal-Bibliothek, Band 963). Philipp Reclam jun., Leipzig 1984.